# Heterosmilax pertenuis
Heterosmilax pertenuis là một loài thực vật có hoa trong họ Smilacaceae. Loài này được (T.Koyama) T.Koyama miêu tả khoa học đầu tiên năm 1975.